# Proszynskiana iranica
Proszynskiana iranica là một loài nhện trong họ Salticidae.
Loài này thuộc chi Proszynskiana. Proszynskiana iranica được Dmitri Viktorovich Logunov miêu tả năm 1996.